# آن سول بین
آن سول بین (انگلیسی: Ahn Sol-bin؛ زادهٔ ۱۹ اوت ۱۹۹۷) خواننده و بازیگر اهل کره جنوبی است.